# Daniel Calderón
Daniel Alexander Calderón Pulgarín (Medellín, 6 de agosto de 1984), es un cantante colombiano de vallenato y pertenece a la agrupación Los Gigantes del Vallenato.

## Biografía

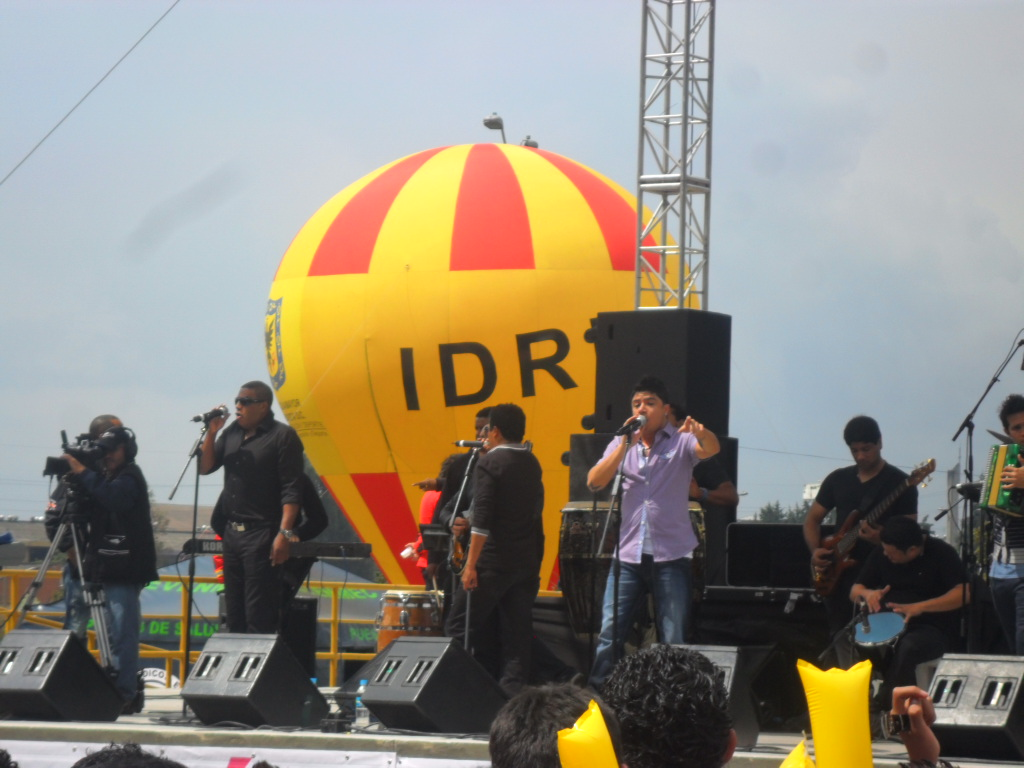
Daniel Calderón en un concierto.

Daniel nació en la ciudad colombiana Medellín, hijo de uno de los más importante productores y compositores de Colombia Iván Calderón y de Diana Pulgarín.
Siguiendo los pasos en la música de su padre y tíos, grabó su primera canción a los 4 años titulada "Obsesión", original de Las Estrellas Vallenatas.
Mientras él terminaba su estudios la agrupación Los Gigantes del Vallenato, de su padre Iván Calderón, ya estaban consagrados nacional e internacionalmente antes del ingreso de Daniel Calderón. Recibió muchas críticas del público vallenato en un principio por ser el hijo del director y dueño de la agrupación, pero poco a poco su talento en el canto se hizo notar sacando canciones exitosas a nivel nacional e internacional como "Aventura", "Quien eres tu" y "Como te atreves", teniendo éxito en Venezuela, Ecuador y por supuesto Colombia.
Sacan un nuevo álbum con canciones exitosas como "Que le diré al corazón", "Duele" y "Yo te vi" la canción más exitosa hasta el día de hoy, tema de la autoría de su padre. Su éxito como cantante fue tal que su padre decidió cambiar el nombre del grupo, pasándosen a llamar 'Daniel Calderón y Los Gigantes.
En el 2011 sacan su nuevo álbum titulado Alto voltaje, con su primer sencillo "La señal".
Tiene un nuevo éxito como "Infiel", saca una versión salsa también muy bien escuchada. Últimamente ha sacado tres canciones, "Solo Dios sabrá", "Borracho beso" (vídeo grabado con su novia de ese entonces Sara Uribe) y "Fallaste".
De su disco De norte a sur se desprende el sencillo "No y no", que fue lanzado en febrero de 2015 y pronto se colocó en las listas de popularidad como Monitor Latino, en el chart Top 20 de Colombia.
Es primo del cantante de música urbana Pipe Calderón.

## Colaboraciones
- La locura de mi vida (feat Omar Geles)
- Tus recuerdos son mi dios (feat. Wilfran Castillo & Pipe Calderón)
- Tu ausencia (feat. La Iguana)[7]
- Noche de Paz (feat. Pipe Calderón)
- Vamos a olvidarla (feat. Osmar Pérez)
- No tengo que ve con nada (feat. Alfredo Gutiérrez)
- Está claro (feat. Oco Yaje)
- Dame (feat. Pipe Calderón)

## Discográfica
- 2003: Los gigantes son los gigantes
- 2005: Aire fresco
- 2007: Así somos
- 2009: Vía libre[8]
- 2011: Alto voltaje[9]
- 2013: El show máximo nivel[10]
- 2015: De sur a norte
- 2017: Peligroso
- 2022: Mas gigantes que nunca
- 2023: Dos Épocas
- 2023: Dos Épocas (Segunda Edición)
- 2025: Conexión

## Premios
Premios Nuestra Tierra
| Año  | Categoría                                    | Resultado |
| ---- | -------------------------------------------- | --------- |
| 2008 | Canción vallenata del año por "Aventura"     | Nominada  |
| 2008 | Canción del público por Aventura             | Nominada  |
| 2009 | Canción vallenata del año por Quien eres tu" | Nominado  |
| 2009 | Mejor Artista Vallenato                      | Nominado  |
| 2009 | Mejor productor del año por Iván Calderón    | Ganadora  |
| 2010 | Canción del año por "Duele"                  | Nominado  |
| 2010 | Artista vallenato del año                    | Nominado  |
| 2010 | Canción vallenata del Año por Duele          | Nominado  |
| 2010 | Artista del público                          | Nominado  |
| 2010 | Canción del público                          | Nominado  |
| 2011 | Canción vallenata del año por "Yo te vi"     | Ganador   |
| 2011 | Artista vallenato del año                    | Ganador   |
| 2011 | Artista del público                          | Nominado  |
| 2011 | Canción del público por "Yo te vi"           | Nominado  |
| 2012 | Canción vallenata del año por "La señal"     | Nominada  |
| 2014 | Canción vallenata del año por Borracho beso  | Nominada  |